# Ediciones Emilianenses
Ediciones Emilianenses es una editorial española independiente con sede en la ciudad riojana de Logroño. Casa editorial fundada en 2003 con el afán divulgador de las Humanidades, las Caligrafías amanuenses y la creación de libros de arte. Inició su actividad con un libro ilustrado acerca de nuestro idioma español, diseñando un CD multimedia interactivo del interior del Monasterio de San Millán de Suso El origen de la lengua castellana contado a los niños. ISBN 978-84-938035-4-4

## Colecciones

### Colección Escritorio Emilianense
Libros artesanales que recogen la belleza de las miniaturas medievales, y estudios filológicos. Nos acompañan autores como José María Pastor Blanco, Valle Camacho Matute, Emiliano Navas Sánchez.
- Abecedario del códice albeldense, Logroño, 2008. ISBN 978-84-612-5528-3. Es un abecedario de letras iniciales de párrafos -con maravillosos entrelazados y colores- del Códice albeldense o Vigilano, escrito en letra visigótica, año 976. Seguidamente fue copiado en el monasterio de San Millán de la Cogolla (año 992) aunque con variaciones y mayor ornamentación.
- Abecedario completo del Códice 46, Logroño, 2008. ISBN 978-84-612-5240-4. El Códice emilianense 46, fechado el 13 de junio del año 964, es uno de los diccionarios enciclopédicos más interesantes y voluminosos de Europa, pues revela la riqueza de los conocimientos del hombre medieval. Colección de letras capitulares que inician el texto de un capítulo del libro, coloreadas y adornadas con elementos vegetales o geométricos.
- Bestiario del Códice Albeldense, Logroño, 2008. ISBN 978-84-612-5239-8. Colección facsímil de miniaturas decorativas del Códice Albeldense. Entre los animales fantásticos que encontramos aparecen serpientes, gallos, áspides, cocodrilos, dragones, basiliscos, etc.
- Capitulares del Códice 46, Logroño, 2008. ISBN 978-84-612-5241-1. Carpeta que reúne ocho preciosas letras capitulares del Códice 46, escrito en el escritorio del monasterio de Suso, en San Millán de la Cogolla, La Rioja, dibujadas fielmente por la ilustradora Valle Camacho. Una capitular es la letra mayúscula que inicia el texto de un capítulo del libro, coloreada y adornada con elementos vegetales o geométricos.
- Copistas medievales, Logroño, 2008. ISBN 978-84-612-5242-8. Carpeta con láminas ilustradas que presentan diversas posturas y atriles de copistas en diferentes momentos históricos. Contiene, además, el autorretrato del copista Vigila, representado en el Códice albeldense.
- Marfiles de San Millán. Arca románica de sus reliquias, Logroño, 2008. ISBN 978-84-612-6028-7. Ilustraciones fieles de la obra eboraria, rigurosas en sus detalles y acompañadas de los textos que comentan las escenas de la vida del santo Millán o Emiliano. Los textos están caligrafiados respetando el estilo tipográfico del artista que trabajó sobre la placa de marfil en latín y traducidos al castellano.
- Cuaderno de caligrafía uncial, Logroño, 2009. ISBN 978-84-937178-2-7. Cuaderno eminentemente práctico para aprender y practicar la caligrafía uncial (Siglos III-X d. C.), la escritura monástica por excelencia.
- Cuaderno de caligrafía Beneventan, Logroño, 2009. ISBN 978-84-937178-3-4 . Cuaderno de aprendizaje para practicar la escritura beneventana también llamada escritura longobarda (Siglos VIII-XIV).
- Cuaderno de caligrafía gótica, Logroño, 2009. ISBN 978-84-937178-4-1. Cuaderno de aprendizaje para practicar la escritura gótica Textura Quadrata (Siglos XIII-XVI.
- Cuaderno de caligrafía rústica romana, Logroño, 2009. ISBN 978-84-937178-5-8. Cuaderno eminentemente práctico para practicar la escritura capitalis rustica o actuaria (siglos I-VI d. C.) que llama la atención por su mancha alargada y rectangular, de trazo rápido y elegante.
- Catálogo de marca páginas de letras medievales de San Millán de la Cogolla, Logroño, 2010. ISBN 978-84-937178-8-9.
- Catálogo de marca páginas de caligrafías antiguas, Logroño, 2010. ISBN 978-84-937178-9-6. Marca páginas con caligrafías antiguas realizadas a mano.
- Letras iluminadas del Códice Calixtino, Logroño, 2010. ISBN 978-84-938035-0-6. Selección de letras del Códice Calixtino iluminadas a mano mostrando su belleza y colorido.
- El castellano hablado en La Rioja, Logroño, 2010. ISBN 978-84-938035-3-7. Estudio lexicográfico del habla popular riojano que recoge más de 24.000 formas vivas, no generales en el castellano común.
- Cuaderno de caligrafía gótica rotunda, Logroño, 2011. ISBN 978-84-938035-6-8. Cuaderno de aprendizaje para practicar la escritura gótica rotunda (siglo XVI).
- Cuaderno de caligrafía itálica, Logroño, 2011. ISBN 978-84-938035-7-5. Cuaderno eminentemente práctico para aprender y practicar la caligrafía itálica[3] (Siglo XV).
- Cuaderno de caligrafía itálica de fractura, Logroño, 2014. ISBN 978-84-940626-3-6. Cuaderno de aprendizaje para practicar la escritura creada por la calígrafa Valle Camacho inspirada en la Itálica de origen humanista de 1400 aproximadamente, con rasgos de la gótica de fractura del siglo XV.
- Cuaderno de caligrafía iluminada, Logroño, 2014. ISBN 978-84-940626-4-3. Cuaderno de aprendizaje para practicar la iluminación de letras del Códice Calixtino y elementos zoomorfos del Códice Albeldense o Vigilano.
- De los Milagros de Nuestra Señora y de la Vida de Santo Domingo de Silos, Logroño, 2015. D.L.: LR-99-2015. Colección de siete pergaminos caligrafiados con cinco milagros de Nuestra Señora según Gonzalo de Berceo, y dos pergaminos relativos a la Vida de Santo Domingo de Silos.

### Colección Arte e Historia
Libros divulgativos que acercan los contextos históricos a través de la imagen. Nos acompañan autores como Teodoro Lejárraga Nieto (hijo de Tarsicio Lejárraga), Javier Pérez Escohotado, Saturio Alonso Millán, Valle Camacho Matute, Begoña López Benito, Ismael Maestro Pablo, Acacio Da Paz, Orietta Prendim, Emiliano Navas Sánchez.
- El origen de la lengua castellana contado a los niños, Logroño, 2003. ISBN 978-84-938035-4-4. Libro infantil ilustrado acerca del origen de las primeras palabras escritas en romance y euskera, en el monasterio de San Millán de Suso, en La Rioja. Acompañado de un CD-Rom multimedia.
- Briones, espíritu medieval, Logroño, 2003. ISBN 978-84-607-8042-7. Lbro ilustrado acompañado de un CD-Rom multimedia con un planteamiento pedagógico que muestra aspectos históricos, arquitectónicos y artísticos de Briones.
- Logroño, historia ilustrada de la ciudad, Logroño, 2004. ISBN 978-84-609-1979-7. Libro ilustrado que apuesta por el lenguaje visual, representando una selección de contenidos históricos de la ciudad de Logroño desde sus orígenes hasta 1861, momento en que se derriba la muralla.
- Medianceli, arco y mosaicos romanos, Logroño, 2004. ISBN 978-84-609-5325-8. Libro ilustrado que recoge, a nivel divulgativo, toda la arqueología romana estudiada hasta la fecha: el origen, la construcción y la inscripción del arco romano de Medinaceli, único en España de tres vanos, y los tres mosaicos excavados.
- El conde Tello y San Millán, Logroño, 2006. ISBN 978-84-611-3345-1. Esta obra recupera una leyenda tradicional riojana escrita por el escolapio José Beltran, de Logroño, en 1934. Incluye un estudio de las miniaturas y grafitos que representan a un guerrero llamado Tello, en los muros del interior del pórtico del monasterio de San Millán de Suso.
- In situ. Acuarelas-Haikus, Logroño, 2008. ISBN 978-84-612-5238-1. Libro de ochenta acuarelas y sus respectivos haikus que comparten con la acuarela su falta de artificio, su inmediatez, su frescura.
- Santo Domingo de la Calzada, ingeniero en la tierra. Con el milagro del gallo y la gallina interpretado al fin razonablemente, Logroño, 2009. ISBN 978-84-937178-0-3. Edición en inglés St. Domingo de la Calzada, Engineer of the Land, Logroño, 2009. ISBN 978-84-937178-1-0. Ensayo biográfico sobre santo Domingo de la Calzada que matiza algunas aportaciones históricas sobre la vida y los milagros de este santo. El autor elabora, además, una nueva interpretación del portento del gallo y la gallina a partir de los libros de alquimia.
- Camino de Santiago. 819 km., Logroño, 2010. ISBN 978-84-937178-7-2. El libro incorpora el perfil altitudinal de las 31 etapas del Camino de Santiago Francés. Está basado en el trabajo realizado por la Asociación Cultural Jacobea Paso a Paso que en 2007 midió la ruta del camino francés a pie.
- El monasterio de San Millán de Suso. Patrimonio de la Humanidad, Logroño, 2012. ISBN 978-84-938035-8-2. En el monasterio de San Millán de Suso los copistas e ilustradores realizaron algunos de los manuscritos más importantes de los siglos X y XI, influidos por ideas culturales europeas, mozárabes y musulmanas. Fue el archivo de una gran biblioteca medieval.
- Segismundo, rey mártir de Borgoña, Logroño, 2014. ISBN 978-84-940626-2-9. Vida y traslaciones de San Segismundo (rey de los burgundios) escrita por fray Domingo de Lerin en 1804, cura de la casa de San Millán en Bolívar (Álava). En el manuscrito que actualmente se conserva, Domingo de Lerin justifica y hace una disertación sobre la autenticidad de las reliquias y sus traslaciones.
- Bibliografía emilianense, Logroño, 2014. ISBN 978-84-940626-5-0. Base de datos bibliográfica que recoge 393 referencias comentadas (desde el siglo VIII al siglo XXI) de estudios e investigaciones sobre el valle de San Millán de la Cogolla, en cualquiera de sus aspectos: histórico, artístico, cultural, filológico, social, económico.
- Libro de la Traslación y milagros de San Millán, Logroño, 2016. ISBN 978-84-944886-0-3. Este libro recoge las traducciones al castellano de dos obras latinas del siglo XIII por un monje riojano llamado Fernando y conservadas en el Códice 59 de la Real Academia de la Historia. Se trata del primer testimonio en castellano que da cuenta de forma extensa y detallada del conocido mito fundacional del Monasterio de San Millán de Yuso.
- Ruta de las ermitas de La Rioja, Logroño, 2017. ISBN 978-84-944886-3-4. Es el catálogo más exhaustivo, a la fecha, de las ermitas y eremitorios de La Rioja, fotografiadas entre los años 1990 y 2000. Ordenadas por orden alfabético de poblaciones y respetando, en su caso, el nombre medieval del poblado, el autor aporta más de 450 fotografías para descubrir las ermitas: "ese edificio tan significativo en la vida de un pueblo, pues muchas personas desde su niñez han estado cerca de esa ermita, de sus romerías, fiestas o juegos con sus amigos y paseos con su pareja".
- Toponimia histórica y arqueológica del Valle de San Millán, Logroño, 2018. ISBN 978-84-944886-6-5. La obra reúne unos 1485 topónimos pero , sin duda, su número es y ha sido mayor a lo largo del tiempo. De ellos, 1184 se ubican dentro del espacio que consideramos como zonas de cultivo y 301 en la zona de monte.Los nombres de los lugares que nos rodean, los topónimos, cuentan la historia de un pasado que nos pertenece. Esos nombres reflejan el deseo de encontrar un lugar entre otros muchos, de diferenciarlo de sus próximos, de ubicarlo para habitarlo y administrar los frutos de su tierra. Los habitantes del Valle de San Millán, desde que tenemos noticia de su presencia, dieron nombre a los lugares o espacios para reconocerlos.
- Paseo por el amor y la muerte en el Museo del Prado, Logroño, 2018. ISBN 978-84-944886-7-2. Javier Almazán, médico de profesión, propone definir, distinguir y clarificar los procesos mentales a la luz de las últimas investigaciones, en un lenguaje comprensible que permita distinguir la urdimbre de la trama, el dolor del sufrimiento y, en fin, las emociones de los sentimientos. El autor presenta esta propuesta bajo la luz esclarecedora de algunos cuadros de los maestros de la pintura que se encuentran colgados en las paredes del Museo del Prado en Madrid.
- Mapa de toponimia del Valle de San Millán, Logroño, 2019. ISBN 978-84-120037-0-3. El mapa gráfico basado en ortofotos de la Base cartográfica del Gobierno de La Rioja (dimensiones 110 x 91 cm)  recoge más de 800 topónimos situados en el espacio del Valle de San Millán en los pagos de las poblaciones, zonas de cultivo y monte.

### Colección Ensayo
Filología, pedagogía crítica, educación social. Nos acompañan autores como Javier Pérez Escohotado, Saturio Alonso Millán.
- Chascarrillos, dichos y decires en el habla de La Rioja, Logroño, 2008. ISBN 978-84-612-3502-5. Análisis filológico y paremiológico de diversas expresiones oídas en tierras riojanas, y un poco más allá, desarrollando una prosa jugosa, buscando la complicidad del lector.
- Guia de flores silvestres, Logroño, 2016. ISBN 978-84-940626-9-8. Esta guía, con más de 300 fotografías tomadas del natural y 90 ilustraciones, se adentra de una forma sencilla en un mundo tan próximo, obvio, y al mismo tiempo desconocido, como el de las flores silvestres del Sistema Ibérico en la sierra de la Demanda.
- 20 riojanos del siglo 20, Logroño, 2018. ISBN 978-84-940626-5-8. Este ensayo recoge dos decenas de semblanzas biográficas de otras tantas personalidades de La Rioja que durante la pasada centuria destacaron en diversos campos alcanzando un reconocimiento nacional y/o internacional, desde Manuel Bartolomé Cossío hasta Chema Purón, a los que les separan casi cien años.
- Guia de campo de plantas silvestres, Logroño, 2020. ISBN 978-84-120037-2-7.  Guía práctica de campo con más de 400 fotografías tomadas del natural y 90 ilustraciones, recoge 310 especies de plantas del ámbito de la sierra de la Demanda (Valle de San Millán de la Cogolla, Alto Najerilla) describiendo 36 especies de orquídeas y mostrando las características de la planta así como sus detalles más importantes.

### Colección Chiguitos
Libros ilustrados con técnicas clásicas que fomentan el acercamiento a las Humanidades. Nos acompañan autores como F.J. Rico Lombardo, Virginia Pedrero Boceta, Azucena Escalona Baños, Valle Camacho Matute.
- Santiago el mago y cinco cuentos más, Logroño, 2006. ISBN 978-84-609-9377-3.
- Villacuentos, Logroño, 2006. ISBN 978-84-612-2708-2. Villacuentos es un lugar fabuloso en el bosque, muy cerca del monasterio de San Millán de la Cogolla, donde unos duendes escriben los mejores cuentos en los códices.
- Crisis, Logroño, 2009. ISBN 978-84-937178-6-5. CRISIS surge como una reflexión gráfica acerca de la crisis financiera que padecemos y del revuelo mediático que surge a su alrededor.

### Colección Narrativa
Títulos de novísima narrativa riojana. Nos acompañan autores como Adriana Bañares Camacho, Juan Kim Ballesteros, Raquel Villar Pajares, Julián Rezola Trapero.
- La soledad del café, Logroño, 2005. ISBN 978-84-609-7290-7. Una historia sobre las dificultades de asumir la madurez y abandonar la adolescencia, narrada con la ingenuidad e inseguridad propias de dicha etapa. Nístrim, la protagonista de esta novela, comparte edad con su autora en el momento en que la escribió: diecisiete años.
- La niña de las naranjas, Logroño, 2010. ISBN 978-84-938035-1-3. Libro-blog experimental muy personal compuesto por una selección de entradas del blog homónimo creado en 2007. Premio 2010 Jóvenes artistas “Con Proyección” del Ayuntamiento de Logroño en la modalidad de Literatura.
- El profeta, Logroño, 2010. ISBN 978-84-938035-2-0. Novela juvenil desarrollada en un mundo fantástico medieval donde los protagonistas manifiestan los valores de la amistad, la responsabilidad y la disciplina.
- La libreta roja. Mujer, violencia y decisiones, Logroño, 2012. ISBN 978-84-938035-9-9. Una novela cuyo núcleo es ser consciente de la vida, la relación de ayuda y la toma de decisiones de la mujer ante la violencia. ¿Por qué negamos el maltrato?, ¿Qué ocurre si tratamos de olvidar la huella de la violencia?.
- Julián Rezola, palabras de amistad, libertad y lucha, Logroño, 2013. ISBN 978-84-940626-0-5. Textos incompletos de Julián Rezola Trapero, fundador del Movimiento Pioneros[4] en España, que nos muestran su paso por el amor, el desamor, la fe, la emancipación, el erotismo, la amistad, la lucha, el compromiso social, la concienciación.
- El inventor de melodías, Logroño, 2013. ISBN 978-84-940626-1-2. Novela juvenil acerca de situaciones complejas relacionadas con los vínculos afectivos, la autoestima, la construcción de la identidad, y la superación personal.
- La sonrisa de Lúa, Logroño, 2015. ISBN 978-84-940626-6-7. Novela descriptiva de la complejidad afectiva de los jóvenes siendo la amistad, el amor, la toma de decisiones y la autoafirmación los elementos que usa la autora Raquel Villar.
- El palacio de paredes verdes, Logroño, 2015. ISBN 978-84-944886-1-0. En esta obra la autora Raquel Villar desarrolla un estilo tétrico, doloroso que no deja indiferente al lector, aunque sus relatos presentan una gran base de realismo cotidiano, eso sí, en un entorno de enfermedad, padecimiento y olvido.
- Mottainai. Diario de un hombre roto, Logroño, 2018. ISBN 978-84-944886-4-1. En Mottainai Diario de un hombre roto, Javier Olasagarre con un estilo narrativo minucioso y descriptivo introduce al lector, hora tras hora, en los principios generales que rigen las sociedades decadentes en franco retroceso humano y económico del siglo XXI, vislumbrando como único remedio el ser consciente de sí mismo para provocar la acción.
- La voz de las margaritas, Logroño, 2018. ISBN 978-84-944886-8-9. En esta obra la autora Raquel Villar desarrolla   una novela de intriga con un estilo vitalista, usando las tramas del amor, de la comunicación sincera, e impulsando Raquel Villar la capacidad de ser libre, y la toma de decisiones.
- Biologo en salsa verde. Viaje a los bosques nublados del Perú , Logroño, 2020. ISBN 978-84-120037-1-0. César María Aguilar narra sus peripecias como

voluntario con varias asociaciones para la conservación de los bosques en el norte del Perú. Por aquí desfilan sus encuentros con algunos de los primates más amenazados del mundo, con orquídeas que maravillaron a Darwin, con colibríes de diseños imposibles o con civilizaciones tragadas por la selva.